# Dillingham
Dillingham is een plaats (city) in de Amerikaanse staat Alaska, en valt bestuurlijk gezien onder Dillingham Census Area.

## Demografie
Bij de volkstelling in 2000 werd het aantal inwoners vastgesteld op 2466.
In 2006 is het aantal inwoners door het United States Census Bureau geschat op 2491, een stijging van 25 (1.0%).

## Geografie
Volgens het United States Census Bureau beslaat de plaats een oppervlakte van
92,6 km², waarvan 87,1 km² land en 5,5 km² water.

## Plaatsen in de nabije omgeving
De onderstaande figuur toont nabijgelegen plaatsen in een straal van 72 km rond Dillingham.